# Coada Stâncii, Iași
Coada Stâncii este un sat în comuna Ungheni din județul Iași, Moldova, România.

## Aspecte generale
Coada Stâncii apare cu această denumire în a doua jumătate a secolului al XIX-lea. În hotărnicia Mânzăteștilor se menționează satul Ocenicii ce-i zic acum și satul Coada Stâncii. Ocenicii erau vechii țărani care lucrau aceste pământuri domnești, care s-au așezat aici, la coada dealurilor. Se presupune că în urma unor alunecări de pămân, care au lăsat dealurile golașe și stâncoase, satul și-ar fi luat denumirea de Coada-Stâncii.
Satul a aparținut de comuna Holboca până la primul război mondial, apoi până în anul 1930 de comuna Golăiești, când trece la comuna Bosia urmând de comuna Ungheni. În prezent satul are aproape 660 de locuitori, peste 250 de locuințe și 270 de gospodării. În sat funcționează o școală primară și o grădiniță.

## Viata religioasa
Biserica "SFANTUL DUMITRU" din satul Coada Stincii

Satul Coada Stincii este asezat pe coasta dealului care strajuieste sesul Prutului si a Jijiei.

Batranii spun ca primii locuitori ai acestui sat au fost robi boieresti.

Despre inceputul bisericii cu hramul Sfantului Mucenic Dimitrie din acest sat, nu se cunosc date precise. Probabil prima biserica dateaza de pe la sfarsitul sec. XVIII. Conform documentelor gasite in arhiva Mitropoliei, biserica din Coada Stancii a fost construita cam pe la anul 1830. Aceasta bisericuta si-a luat fiinta dintr-un mic schit asezat in mijlocul padurii Coada Stancii. Acest schit a fost cladit de calugarii schimnici pe la 1750. Materialele au fost aduse de calugari din padurea Bahu, tinutul Lapuseni.

Mai tarziu prin anii 1810 – 1820 taindu-se padurea s-au facut si cateva gospodarii imprejurul bisericii, cum insa aceste asazari se aflau pe terenuri fugitive, din cauza ploilor si a defrisarilor facute, schitul si gospodariile omenesti s-au surpat. Sinistratii s-au mutat atunci mai la sud cu vreo 300 m spre Manzatesti cladindu-si gospodariile din nou si dand nastere satului de astazi, Coada Stincii. Odata cu mutarea gospodariilor, au mutat si biserica cladind-o din nou pe locul de azi, in proportii mult mai mici, se cunoaste de pe catapeterasma care nemaiincapand au asezat-o in linii frante. Astazi se mai cunoaste locul fostului cimitir al satului, aflat pe coasta ponoarelor la nord de sat si o piatra mare, probabil pe locul unde a fost Sfanta Masa a bisericii vechi. In anul 2003 s-a ridicat aici un monument care sa aminteasca peste veacuri de existenta acestui schit. 

Biserica este construita in forma de corabie, in plan basilical, din barne, cu peretii captusiti cu scandura pe ambele parti, pe temelie de piatra si acoperita cu tabla zincata.

Peretii in exterior sunt fara ornamentatii. Pe partea centrala a pronausului se inalta o turla patrulatera 3,50m x 3,50m, ce se ridica peste șarpanta bisericii, cu acoperisul conic. Aici de gasesc doua clopote, unul vechi si altul donat de Gherghe Pantea, in anul 1914.

Intrarea in biserica este pe latura de sud printr-un pridvor inchis dreptunghiular 3,50m x 3,90m, de unde se intra printr-o usa asezata in peretele de vest, in pronaus.

Pronausul 4,65m x 4,65m si naosul 5,60m x 5,60m, formeaza o singura nava cu plafonul boltit in semicilindru pe intreg spatiul bisericii. 

Plafonul este captusit cu scandura si vopsit in culoare albastra.

Altarul este spatios 4,75m x 5,75m cu plafonul drept.

In partea de vest a pronaosului se afla cafasul, sustinut de o grinda transversala, asezata pe doua coloane de lemn.

Biserica nu are pictura murala.

Catapeteasma bisericii are cadrul din lemn de tei, brad si stejar. O sculptura de palmete din lemn impodobeste fatada catapatesmei bisericii.

Icoanele imparatesti sunt pictate in ulei pe spatiul chipului sapat in lemnul icoanei. Este o pictura slavo-bizantina, facuta de un pictor necunoscut, de o valoare artistica deosebita. Dupa traditia locala se zice ca icoanele catapetesmei au fost aduse din Rusia la vechea biserica, de unde au trecut la biserica actuala.
In cursul anilor s-au facut cuvenitele reparatii de intretinere interioare si exterioare, cu cheltuiala enoriasilor, dintre care cea mai importanta este cea din anii 1896-1906 cand i s-a făcut o reparatie capitala.

Primul preot de la infiintarea Bisericii , in anul 1830 a fost preotul Vasile, apoi au servit preotii Pavel Pântea, preotul Teodor Iliescu, preotul Simionescu si preotul Constantin Amarandei de la parohia Golaesti.
Reinfiintandu-se parohia Manzatesti urmeaza preotul V. Mihailescu 1910 – 1919 si preotul Leon Stancescu 1919 – 1922. intre 1922 –1927 au servit cu delegatie diferiti calugari iar de la 1927 functioneaza preotul Adrian Dartu, absolvent al Seminarului Teologic din Iasi. Urmeaza apoi preotul Mina Prodan iar din anul 1944 functioneaza preotul Gheorghe Pîntia, originar din satul Coada Stancii, care va sluji pana la moartea sa in anul 1980. Mormantul parintelui Pîntia se afla in partea dreapta a bisericii chiar la intrarea in curte. 
Urmeaza preotii Ion Tatulea, Zmeu (Cosofret), Margineanu Aurel si Tansanu Gheorghe, iar din anul 2000 slujitor este preotul Petrachi Neculai.